# Skaugum (schip, 1940)
De Skaugum was een diesel-elektrisch schip dat in 1940 werd gebouwd op de Germaniawerf in Kiel als Ostmark voor de Hamburg-America Line.
In de Tweede Wereldoorlog werd het schip opgelegd en in 1945 aan de Britten overgedragen en in 1948 verkocht door het Ministerie van Transport aan de Noorse rederij I.M. Skaugen. Het werd daarna genoemd naar het buitenhuis Skaugum in Oslo.
Het werd in 1949 herbouwd op de Howaldtwerf in Kiel als een emigrantenschip. Het schip deed daarna dienst op de Genua-Australië emigrantendienst. Zo werd het in 1950 ingezet als troepentransportschip van Indië naar Nederland. Later zou het Franse troepen repatriëren uit Vietnam en Franse soldaten transporteren in de Koreaanse oorlog. De Skaugum werd herbouwd in 1959 als een 11,111 ton bulkvrachtschip en in 1964 verkocht aan de Ocean Shipping & Enterprises in Monrovia. Het kreeg toen de naam Ocean Builder. In haar laatste reis bracht het schip bedevaartgangers naar de Had in Mekka. In 1972 werd het schip gesloopt in Taiwan.